# Monotonost
Monotónost je v matematiki značilnost, da funkcija (lahko tudi zaporedje ali aritmetična operacija) povsod narašča ali pa povsod pada. Takšna funkcija je monotóna fúnkcija.

## Definicije

### Naraščanje
Funkcija je na množici M naraščajoča (oz. rastoča), če ima pri večjem podatku tudi večjo (ali kvečjemu enako) funkcijsko vrednost - torej če velja:
{\displaystyle \forall x_{1},x_{2}\in M:\quad x_{1}<x_{2}\Rightarrow f(x_{1})\leqslant f(x_{2})\!\,.}
Funkcija je strogo naraščajoča (strogo rastoča), če je velja zgornji pogoj brez enakosti:
{\displaystyle \forall x_{1},x_{2}\in M:\quad x_{1}<x_{2}\Rightarrow f(x_{1})<f(x_{2})\!\,.}

### Padanje
Funkcija je na množici M padajoča, če ima pri večjem podatku manjšo (ali kvečjemu enako) funkcijsko vrednost - torej če velja:
{\displaystyle \forall x_{1},x_{2}\in M:\quad x_{1}<x_{2}\Rightarrow f(x_{1})\geqslant f(x_{2})\!\,.}
Funkcija je strogo padajoča, če je velja zgornji pogoj brez enakosti:
{\displaystyle \forall x_{1},x_{2}\in M:\quad x_{1}<x_{2}\Rightarrow f(x_{1})>f(x_{2})\!\,.}
Če je funkcija strogo naraščajoča ali strogo padajoča, je strógo monotóna fúnkcija.

### Izbira množiceM
Množico M v zgornjih definicijah lahko izberemo na različne načine. V matematiki najpogosteje uporabljamo naslednej tri pristope:
- globalno naraščanje oz. padanje - za množico M izberemo celotno definicijsko območje funkcije.
- naraščanje oz. padanje v okolici dane točke - za množico M izberemo okolico točke, ki nas zanima.
- naraščanje oziroma padanje na danem intervalu. Funkcija f(x) je absolutno monotona na danem intervalu (a, b), če so vsi njeni odvodi nenegativni v vseh točkah intervala.